# Brookdale (Californie)
Pour les articles homonymes, voir Brookdale.
Brookdale est une census-designated place du comté de Santa Cruz, dans l'État de Californie, aux États-Unis,. En 2020, elle compte une population de 2 043 habitants.